# Trigonoderus malaisei
Trigonoderus malaisei är en stekelart som beskrevs av Karl-Johan Hedqvist 1968. Trigonoderus malaisei ingår i släktet Trigonoderus och familjen puppglanssteklar. Inga underarter finns listade i Catalogue of Life.